# Oksøy fyr
Oksøy fyr ist ein Leuchtturm südlich von Kristiansand in Norwegen. Er wurde 1832 in Betrieb genommen und bildet mit den Leuchttürmen Odderøya fyr und Grønningen fyr eine zusammenhängende Navigationshilfe an der Südküste der Provinz Agder.

## Die ursprüngliche Anlage
Das erste Leuchtfeuer auf Oksøy war 23 Meter hoch und aus Ziegelsteinen gebaut. Dieses Feuer wurde erstmals am 25. November 1832 angezündet. Oksøy hatte das erste Leuchtfeuer in Norwegen mit einer Linse. Weltweit war es die dritte Anlage, die mit dem System ausgestattet wurde.

## Die heutige Anlage
Der erste Turm wurde 1900 durch einen neuen, 36 Meter hohen Gusseisenturm ersetzt, der zu den höchsten im Land zählt.
Oksøy fyr gehört dem norwegischen Staat. Die Station wurde 1990 automatisiert und wird seit 2004 ohne Personal betrieben. Der Leuchtturm steht unter Denkmalschutz, die Umgebung ist ein Naturschutzgebiet.